# Refuge de Montmalús
Le refuge de Montmalús est un refuge d'Andorre situé dans la paroisse d'Encamp à une altitude de 2 445 ou 2 446 m,.

## Toponymie
Le refuge de Montmalús tire son nom du pic de Montmalús, qui est lui-même à mettre en relation avec le hameau de Montmalús de la municipalité de Ger en Cerdagne,,. Pour Joan Coromines, le lien entre les toponymes est en effet inévitable d'un point de vue géographique puisque le pic est visible depuis le hameau et réciproquement.
Dans son Onomasticon Cataloniae, Coromines tente d'expliquer le toponyme Montmalús en se basant sur les formes écrites anciennes (Momoluze, Mumuluz, Mumulucz, Mamulucz, Momolucz) retrouvées essentiellement au cours du XIIe siècle et du XIIIe siècle. 
Chacune de ces formes commence par Mam-, Mom- ou Mum-. Le Mont de Montmalús ne semble ainsi pas dériver de Mont- ou Munt- (pourtant fréquemment présent en toponymie catalane pour désigner des châteaux ou des collines, à l'instar de Mont dans la toponymie française[réf. nécessaire]). Coromines remarque également que ces formes sont très similaires aux formes anciennes (Mamagastre et Mamacastro) du toponyme Montmagastre, situé dans la Noguera, qu'il avait précédemment fait dériver du latin mamma (« mamelle ») et de castrum (« château »). Il rappelle que mamma peut être utilisé comme oronyme pour décrire un relief de forme conique (comme une mamelle). Le relief conique pourrait dans ce cas désigner tant le pic de Montmalús que les collines surplombant le hameau de Montmalús.
Coromines note également les terminaisons communes en -uç, avec toutefois des variantes orthographiques. Il y voit ici (comme dans la toponyme voisin Llus) un dérivé pré-roman bascoïde de la racine alu-tze (« matrice » au sens de « source ») faisant allusion aux cours d'eau naissant à proximité du pic de Montmalús : d'une part l'estany de Montmalús appartenant au bassin hydrographique du Sègre mais également les cours d'eau alimentant un peu plus loin le riu Madriu (toponyme également basé sur la racine latine pour « matrice »).

## Randonnée
Propriété du Govern d'Andorra,, le refuge est non gardé et ouvert toute l'année,. Il possède une capacité d'accueil de 8 à 10 personnes,,.
Le refuge est accessible depuis Grau Roig. Il est situé sur la rive nord de l'Estany de Montmalús. Le Montmalús (2 781 m,) surplombe le refuge.